# Nguyên tắc ngón tay cái
Nguyên tắc ngón tay cái hay rule of thumb là một cụm từ chỉ các nguyên tắc không hướng đến sự chính xác hoặc đáng tin cậy trong mọi tình huống, nhưng có ứng dụng rộng rãi. Nguyên tắc ngón tay cái đề cập đến một quy trình hoặc tiêu chuẩn dễ học và dễ áp dụng, dựa trên kinh nghiệm thực tế hơn là lý thuyết. Từ nguyên học dân gian liên hệ cụm từ này với bạo hành trong gia đình thông qua một luật cho phép đánh vợ với điều kiện công cụ được sử dụng không dày hơn ngón tay cái của một người đàn ông. Luật đó được cho là không có thật, nhưng truyền thuyết này về nguyên tắc ngón tay cái vẫn tồn tại và được mô tả là một trong những truyền thuyết dai dẳng nhất.

## Từ nguyên học dân gian

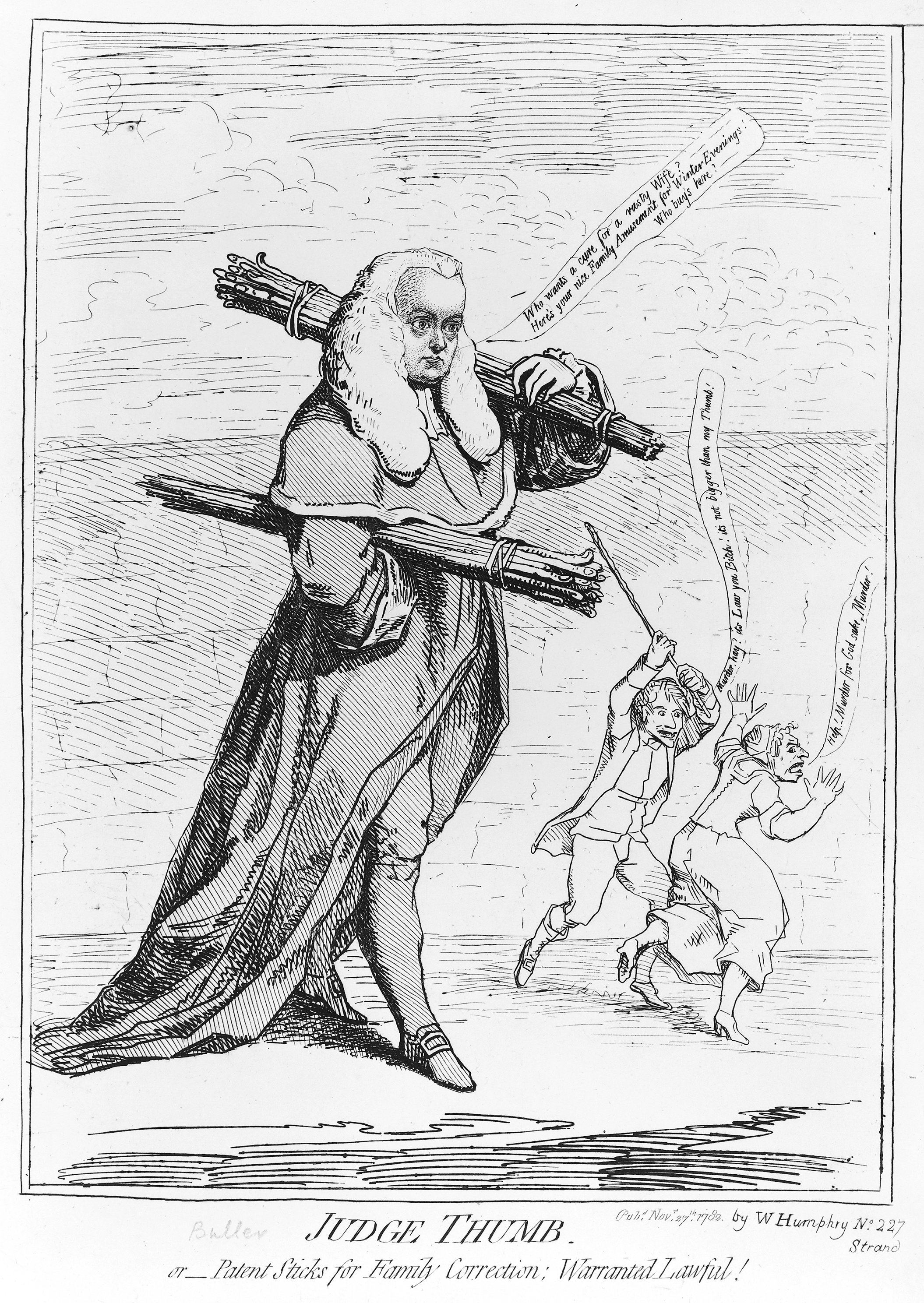
Hình vẽ của James Gillray châm biếm Ngài Francis Buller, năm 1782: "Thẩm phán Ngón tay cái; hoặc, Gậy sáng chế để sửa dạy trong gia đình: Đảm bảo đúng luật!"